# Яни Попов
Яни Попниколов Янев, известен като Яни Попов, е български революционер, деец на Вътрешната македоно-одринска революционна организация, войвода на Илинденско-Преображенското въстание и автор на въстаническия марш „Ясен месец“.

## Биография
Яни Попов е роден на 13/27 септември 1876 година в лозенградското село Карахадър (днес в Турция). Произхождащ от родолюбиво българско семейство, от малък бъдещият войвода се отличава като будно и ученолюбиво дете. Баща му е видният духовен деец и революционер Никола Бъчваров. Брат е на бъдещия войвода Димитър Попниколов. Дядо им Яни Бъчваров приютява Васил Левски в дома си и участва в изграждането на първия нелегален комитет в лозето на хайдук Вълкан.
Яни Попов учи в родното си село, а по-късно учи занаят и работи в Лозенград. Присъединява се към ВМОРО през 1897 година и става ръководител на организацията в Карахадър. В 1900 година превежда четата на Георги Тенев, която отвлича за откуп гръцки лекар и след последвалата Керемидчиоглувата афера за кратко е четник при Лазар Маджаров, след което се установява в Бургас. Подпомогнат и от други бегълци от Тракия Яни Попов започва работа като кантонер по железопътната линия Бургас – Поморие. За революционна дейност е осъден заедно с брат си задочно от Одринския военен съд на 101 години затвор. Две години по-късно той се връща нелегално по родните места с агитационната чета на Лазар Маджаров. Това е началото на активната му дейност като комита. Обикалят селата от Лозенградско, изграждат нелегални комитети и „смъртни дружини“.
На конгреса на Петрова нива Яни Попов участва като делегат и е определен за войвода на полския участък на Лозенградския революционен район. На конгреса става и първото бойно кръщение на четата на Яни Попов. През последния ден на конгреса турски аскер попада на секретните постове, a четите на Яни Попов и Дико Джелебов ги отблъскват. При изтегляне от района на конгреса четата на Яни Попов попада на засада. Благодарение на помощта на четата на Цено Куртев турците са принудени отстъпят. Двете чети известно време се движат заедно, а по-късно се разделят. В тази битка турците дават двама убити.
На 5 срещу 6 август в навечерието на Илинденско-Пребраженското въстание, преди залез слънце, в Кавакли пристига майка Парашкева - Карахадърската попадия, майката на Яни Попов. Плъзва слуха, че и Яни е наоколо, за да се предотврати предателство са изпратени куриери да съберат четниците и „смъртните дружини“ от селата и да ги поведат към центъра на Ениджия. Удрят камбаните, събират хората от селото и наказват предателите.
След потушаването на въстанието Яни Попов действа с четата си из Странджа до Младотурската революция. През 1904 година войводата участва в тракийския конгрес във Варна. Участва в Балканските войни като след Междусъюзническата война в 1913 година се установява и живее в Ортакьой. Участва в създаването и изграждането на Тракийската организация в защита интересите на тракийските бежанци, както и на първия събор на Петрова нива през 1928 година.
Яни Попов е автор на стихосбирката „Странджанска гусла“ (1905), издадена отново в 1909 година като „Странджански жалби“. Стихосбирката е сборник от хайдушки и революционни песни, записани на местно наречие от Лозенградско, Малкотърновско и Бунархисарско. Във второто издание е поместен и пълният текст на „Ясен месец“, посветен на Пано Ангелов и Никола Равашола.
Яни Попов умира на 20 януари 1945 година.

## Родословие
|                                      |                                      |                                      |                                      |                                      |                                      |  |  |                         |                         |                         |                         |                         |                         |  |  | Яни Бъчваров                     |                                  |                                  |                                  |                                  |                                  |  |  |                                   |                                   |                                   |                                   |                                   |                                   |  |  |                            |                            |                            |                            |                            |                            |  |  |  |  |  |  |  |  |  |  |  |  |  |  |  |  |  |  |  |  |  |  |  |  |  |  |
|                                      |                                      |                                      |                                      |                                      |                                      |  |  |                         |                         |                         |                         |                         |                         |  |  |                                  |                                  |                                  |                                  |                                  |                                  |  |  |                                   |                                   |                                   |                                   |                                   |                                   |  |  |                            |                            |                            |                            |                            |                            |  |  |  |  |  |  |  |  |  |  |  |  |  |  |  |  |  |  |  |  |  |  |  |  |  |  |
|                                      |                                      |                                      |                                      |                                      |                                      |  |  |                         |                         |                         |                         |                         |                         |  |  | Никола Бъчваров (1853 – 1917)    |                                  |                                  |                                  |                                  |                                  |  |  |                                   |                                   |                                   |                                   |                                   |                                   |  |  |                            |                            |                            |                            |                            |                            |  |  |  |  |  |  |  |  |  |  |  |  |  |  |  |  |  |  |  |  |  |  |  |  |  |  |
|                                      |                                      |                                      |                                      |                                      |                                      |  |  |                         |                         |                         |                         |                         |                         |  |  |                                  |                                  |                                  |                                  |                                  |                                  |  |  |                                   |                                   |                                   |                                   |                                   |                                   |  |  |                            |                            |                            |                            |                            |                            |  |  |  |  |  |  |  |  |  |  |  |  |  |  |  |  |  |  |  |  |  |  |  |  |  |  |
|                                      |                                      |                                      |                                      |                                      |                                      |  |  |                         |                         |                         |                         |                         |                         |  |  |                                  |                                  |                                  |                                  |                                  |                                  |  |  |                                   |                                   |                                   |                                   |                                   |                                   |  |  |                            |                            |                            |                            |                            |                            |  |  |  |  |  |  |  |  |  |  |  |  |  |  |  |  |  |  |  |  |  |  |  |  |  |  |
| Георги Попниколов (1875 – след 1943) | Георги Попниколов (1875 – след 1943) | Георги Попниколов (1875 – след 1943) | Георги Попниколов (1875 – след 1943) | Георги Попниколов (1875 – след 1943) | Георги Попниколов (1875 – след 1943) |  |  | Яни Попов (1878 – 1954) | Яни Попов (1878 – 1954) | Яни Попов (1878 – 1954) | Яни Попов (1878 – 1954) | Яни Попов (1878 – 1954) | Яни Попов (1878 – 1954) |  |  | Димитър Попниколов (1880 – 1978) | Димитър Попниколов (1880 – 1978) | Димитър Попниколов (1880 – 1978) | Димитър Попниколов (1880 – 1978) | Димитър Попниколов (1880 – 1978) | Димитър Попниколов (1880 – 1978) |  |  | Костадин Попниколов (1889 – 1918) | Костадин Попниколов (1889 – 1918) | Костадин Попниколов (1889 – 1918) | Костадин Попниколов (1889 – 1918) | Костадин Попниколов (1889 – 1918) | Костадин Попниколов (1889 – 1918) |  |  | Илия Попниколов (? – 1912) | Илия Попниколов (? – 1912) | Илия Попниколов (? – 1912) | Илия Попниколов (? – 1912) | Илия Попниколов (? – 1912) | Илия Попниколов (? – 1912) |  |  |  |  |  |  |  |  |  |  |  |  |  |  |  |  |  |  |  |  |  |  |  |  |  |  |